# آناستازیا بلیاکوا
آناستازیا بلیاکوا (انگلیسی: Anastasia Belyakova؛ زادهٔ ۱ مهٔ ۱۹۹۳) بوکسور اهل روسیه است.